# Филип I (Кастилия)
Вижте пояснителната страница за други личности с името Филип I.
Филип I Красивия или Филип Хубави (на испански: Felipe I de Austria el Hermoso, на немски: Philipp I. von Habsburg, der Schöne; * 22 юли 1478, Брюге; † 25 септември 1506, Бургос) е херцог на Бургундия. Той е първият Хабсбург, който става крал в Испания и управлява Кастилия и Леон през 1504 – 1506 г. Той управлява заедно с неговата съпруга Хуана Кастилска. Той е Велик майстор на Ордена на Златното руно (1482 – 1506), херцог на Гелдерн (1457 – 1482).

## Произход и младост
Филип е най-големият е единствен оживял син на по-късния крал и император Максимилиан I и Мария Бургундска, наследничка на Династия Валоа Бургундия. През 1482 г., когато Филип е на три години, майка му умира след падане от кон. Преди да умре, тя определя за свои наследници чрез завещание Филип и сестра му Маргарита Австрийска (1480–1530), а за техен надзорник съпруга си ерцхерцог Максимилиан I.
Филип остава в Бургундска Нидерландия, а сестра му следващата година е изпратена за възпитание във Франция, понеже е планирано да стане френска кралица. Още през септември 1494 г. на 16 години Филип е обявен предсрочно за пълнолетен и освободен от опеката на Максимилиан I.

## Брак с Хуана Кастилска
На 20 октомври 1496 г. в Лийр Филип се жени официално за инфантата Хуана Кастилска (Хуана Лудата), втора дъщеря на крал Фердинанд II Арагонски и кралица Изабела Кастилска. След половин година сестра му Маргарита се омъжва за нейния брат престолонаследника инфант Хуан, но само шест месеца след това през 1497 г. той внезапно умира.
През февруари 1500 г. на Филип и Хуана се ражда син – бъдещият император Карл V.

## Крал на Кастилия и Леон
През ноември 1504 г. майката на Хуана, Изабела Кастилска, умира. В отсъствието на Хуана Кортесите на Кастилия признават нея и Филип за крал и кралица на Кастилия, a Фердинанд II е лишен от тази титла, въпреки заръката на Изабела той да управлява страната в отсъствието на Хуана. Последният обаче категорично отказва да признае зет си за крал на Кастилия и дори продължил да сече кастилски монети с образа си. Освен това бащата на Хуана обвинява Филип, че я държи като затворничка във Фландрия, а през 1505 г. принудил Кортесите на Кастилия да признаят, че болестта на Хуана не ѝ позволява да управлява и да обявят него за неин попечител и съуправител. Филип Хубави обаче няма намерение да отстъпи и също нарежда отсичането на монети с лика му като крал на Кастилия. Това принуждава Фердинанд II да потърси подкрепата на Франция и през 1505 той се оженва за племенницата на френския крал Луи XII Жермейн дьо Фокс с надеждата, че тя ще му роди син, който да наследи Арагон и евентуално Кастилия.
Женитбата на Фердинанд II за французойка обаче увеличава подкрепата за Хуана и Филип в Кастилия. Така страната се оказва на прага на гражданската война. Това налага в края на 1505 г. Хуана и съпругът ѝ да потеглят за Кастилия, където тя трябвало да бъде коронована като нова кралица, а Филип – като jure uxoris крал на Кастилия. По пътя обаче корабите на Хуана и Филип претърпяват корабокрушение и акостират на английския бряг, където са приети като гости на Хенри VII в замъка Уиндзор. Едва през април 1506 г. кралската двойка напуска Англия и се отправя към Кастилия, където вече бушуват пламъците на гражданската война. На 26 април 1506 Хуана и Филип стъпват на испанска земя в Коруня и се отправят на юг за коронацията си, а кастилските благородници им се заклеват във вярност. На 20 юни 1506 Фердинанд II в лична среща с Филип официално предава управлението на Кастилия на любимото си дете и обещава да се оттегли в Арагон. Двамата обаче подписват и документ, според който признават недееспособността на Хуана и се съгласяват да я държат далеч от властта. По-късно същия ден Фердинанд II се отрича от документа и заявява, че дъщеря му не трябва да бъде лишавана от правото си да управлява като законна кралица на Кастилия. Две седмици по-късно е подписано ново споразумение – т.н договор от Вийоафафия, който официално признава правото на Филип да управлява вместо съпругата си, а Фердинанд окончателно се оттегля в Арагон.
След подписването на примирието, на 9 юли 1506 г. във Валядолид Кортесите се заклеват във вярност на Хуана и Филип и на сина им Карл като техен наследник. Споразумението обаче не трае дълго. На 25 септември 1506 г. Филип умира от коремен тиф в Бургос. Хуана, бременна с шестото си дете, прави отчаян опит да си върне правото да управлява еднолично Кастилия. Арогантността и студенината ѝ обаче отблъскват много от предишните ѝ привърженици. На 20 декември 1506 г. Хуана напуска тайно Бургос и се отправя към градчето Торкемада. В този момент тя е описвана като напълно обезумяла от смъртта на съпруга си, от чийто труп тя не се отделяла. По нейна заповед ковчегът с останките на Филип я следвал по време на преходите ѝ през страната. Но секретарят ѝ Хуан Перес пише, че кралицата е „по-нормална и от майка си“.
Филип е погребан е в Capilla Real на катедралата на Гранада до родителите на съпругата му – католическите крале. Хуана надживява Филип с 48 години, но не се омъжва повече и е погребана до него.

## Деца
От брака на Филип Красивия (1478 – 1506) с Хуана Кастилска Лудата (1479 – 1555), от династия Трастамара, произлизат шест деца:
- Елеонора Хабсбург (1498 – 1558), чрез женитба кралица на Португалия и кралица на Франция; ∞ 1519 Мануел I (1469 – 1521), крал на Португалия от Дом Авис; ∞ 1530 Франсоа I (1494 – 1547), крал на Франция от Дом Валоа
- Карл V (I от Хабсбург, 1500 – 1558), император на Свещената Римска империя (V), крал на Испания (I) – основател на испанската линия (Casa de Austria); женен за Изабела Португалска (1503 – 1539) от Дом Авис
- Изабела Хабсбург (1501 – 1526); омъжена за крал Кристиан II (1481 – 1559), крал на Дания, Норвегия и Швеция, от Дом Олденбург
- Фердинанд I (I от Хабсбург, 1503 – 1564), император на Свещената Римска империя, крал на Бохемия и Унгария – основател на Дом Австрия; женен заАнна Ягелонина (1503 – 1547) от Дом Ягелони, дъщеря на Владислав II, крал на Бохемия и Унгария
- Мария Хабсбург (1505 – 1558); ∞ Лайош II (1506 – 1526), крал на Бохемия и Унгария, от Дом Ягелони
- Катерина Хабсбург (1507 – 1578); ∞ Жуау III (1502 – 1557), крал на Португалия от Дом Авис

- Портрети на децата
- Елеонора Хабсбург
- Карл V
- Изабела Хабсбург
- Фердинанд I
- Мария Хабсбург
- Катерина Хабсбург

## Гербове
- Герб като Филип IV, херцог на Бургундия
- Герб като Филип I от Кастилия
- кралски Герб като Филип I от Кастилия